# Dexter (Nowy Jork)
Dexter – wieś w Stanach Zjednoczonych, w stanie Nowy Jork, w hrabstwie Jefferson.